# 上海粗炒
上海粗炒是一款冠以上海地名却糅合港式飲食特色的香港炒麵，这种炒面过去在上海几乎没有，但却流行于香港及海外中餐馆内，常被视作上海菜的代表。

## 粗炒简介
过去在上海，一般大小飯店都不會有上海粗炒售卖，很多上海人根本没听说过这款面食，上海粗炒仅仅是“街边食物”，上海最具有代表性的炒面为虾仁兩面黃。1950年代前后，大批上海人移居香港，也将上海餐饮带到了香港。由于香港人並不喜食煎炸食物，所以較多人選擇经过本土化改良的上海粗炒，传统而地道的兩面黃炒面因而無人問津。久而久之，上海粗炒就成了一款十分常见的食品，代表了香港的上海麵食，并由华人餐厅传向世界各地。
上海粗炒在西方餐饮界具有一定的知名度，许多西方厨师都会烹饪这道菜，其中就包括美国明星厨师艾梅里尔·拉加西（Emeril Lagasse）。 

## 用料与做法
上海粗炒的原型是早期上海街边的炒面，带入香港后经过了传播与口味改良，选用瘦肉絲、椰菜等配料，加入上湯和調味料翻炒。面条则采用类似乌冬面的粗麵，蒸后再炒，使得面条腍而不烂，且帶少許嚼劲。
基本做法为将面条放入水中5分鐘后捞出，再浸入冷水中，使其更为劲道，再盛乾水份待用。炒锅燒熱油后加入肉絲与切絲后的椰菜分别翻炒后盛起。随后，将面条及調味料入锅炒至水份收乾；最后将肉絲，椰菜回锅炒勻即可。